# Infravörös spektroszkópia
Az infravörös spektroszkópia, mely a rezgési spektroszkópia egyik formája, az analitikai kémia egy elemzési módszere,  a színképelemzés (spektroszkópia) tárgykörébe tartozik.
A módszer lényege, hogy a vizsgálandó mintát besugározzuk az infravörös sugárzás tartományába (hullámhossza: 780 nm –1000 μm, hullámszáma: 10 cm‒1–12 500 cm‒1 és frekvenciája: 300 GHz – 384 THz) eső elektromágneses sugárzással és a mintán áteső, vagy a mintáról visszaverődő, a minta molekuláris tulajdonságai által módosított sugárzás változását mérjük. A rezgési spektroszkópia további módszerei a Raman spektroszkópia, a neutron molekulaspektroszkópia, az alagútelektron spektroszkópia és az elektronszórásos rezgési spektroszkópia. Az infravörös spektroszkópia élelmiszeriparban és agykutatásban használt különleges fajtája a közeli infravörös spektroszkópia.

## Spektrális tartományok
Az elektromágneses sugárzás infravörös tartományát három részre osztjuk: a közeli infravörös (NIR – near infrared), a közép-infravörös (MIR – middle infrared) és a távoli infravörös (FIR – far infrared) tartományokra, nevük a látható fény spektrumához viszonyított helyzetükre utal. A távoli infravörös tartomány, melynek hullámszám-tartománya kb. 400–10 cm‒1 (1000–30 μm), közvetlenül a mikrohullámú tartománnyal szomszédos, energiája kicsi, rotációs spektroszkópiára használható. A közép-infravörös tartomány, melynek hullámszáma kb. 4000–400 cm‒1 (30–1,4 μm) a fundamentális rezgések és a kapcsolódó rotációs-vibrációs rezgések vizsgálatára alkalmas. A nagyobb energiájú közeli infravörös tartományban, melynek hullámszáma kb. 14 000–4000 cm‒1 (1,4–0,8 μm), felhangok vagy harmonikus rezgések jöhetnek létre. Ezeknek a tartományoknak a neve és meghatározása csupán konvenciókon alapul. A tartományok határai nem jelentenek szigorú elválasztóvonalat és nem tükröznek molekuláris vagy elektromágneses jellemzőket.

## Az infravörös sugárzás hatásai a molekulákra
A molekuláknak három jellegzetes mozgástípusuk van:
- transzláció (elmozdulás)
- rotáció (elfordulás)
- vibráció (rezgés)

A transzláció és rotáció a legkisebb energiát igénylő mozgásfajták, melyek már az infravörös sugárzásnál kisebb energiájú mikrohullámú sugárzással is gerjeszthetők. Ezen mozgások során a molekulán belüli szögek és távolságok közel állandóak, így az egész molekula végzi a mozgást. A rezgések esetében a molekulán belüli kötésszögek és távolságok változnak, a molekula átlagos helyzete és orientációja változatlan marad. A rezgések nagyobb energiát képviselnek így a rezgési állapotok megváltoztatása energia szempontjából legalább infravörös sugárzással kell hogy történjen.

## A molekulák rezgései
Egy N atomból álló molekulának 3N–6 független rezgése van (lineáris molekula esetében 3N–5). Ez abból következik, hogy minden atom a tér 3 irányába mozoghat szabadon (például x, y, z). Ebből le kell számítani a teljes molekula együttes elmozdulását (3 irány) és elfordulását (3 irány, de ha a molekula lineáris, vagyis az atomok egy egyenesre esnek, akkor ezen egyenes szerinti elforgatás nem változtat a molekulán, így ekkor csak 2 irány). A független rezgéseket normálrezgéseknek nevezzük. A normálrezgések során az egész molekula ugyanazzal a frekvenciával rezeg, ezt a frekvenciát nevezzük normálfrekvenciának.
A valóságban az infravörös (IR = infrared) spektrumban (vagyis a teljes IR tartományban az anyag által okozott változás) nem 3N–6 vagy 3N–5 jelet látunk. Egyes tényezők a jelek (sávok) számát növelik:
- felhangok, az alapállapotból történő gerjesztés nem az első, hanem a magasabb energiaállapotokba történik.
- kombinációs és differenciasávok, melyek két normálrezgés összegénél és különbségénél jelentkezhetnek bizonyos szimmetriafeltételek esetén.

Ezek általában kicsi intenzitással jelentkeznek, így a legtöbb spektrumban nincs jelentős hatásuk.
Más tényezők a spektrum sávjainak csökkenését okozzák:
- degeneráció – két vagy több normálrezgés frekvenciája megegyezik.
- nem minden normálrezgés IR-aktív (az IR-aktivitás feltétele, hogy a molekula rezgése során változzon a dipólusmomentuma, ha ez nem történik meg, az infravörös színképre az adott rezgés nem lesz hatással).
- igen kis intenzitású sávok nem emelkednek ki a zajból, ezért nem különböztethetők meg.

A rezgések típusai:
- Vegyértékrezgés (kötésnyúlás) – két atom közötti kötés nyúlik illetve rövidül. Ez a rezgéstípus nagyobb energiájú.

| Szimmetrikus vegyértékrezgés | Aszimmetrikus vegyértékrezgés |
| ---------------------------- | ----------------------------- |
|                              |                               |

- Deformációs rezgések – A kötéstávolság nem változik csak a kötésszög. Ezen rezgésfajták kisebb energiájúak.

| Ollózó (síkbeli aszimmetrikus) | Kaszáló (síkbeli szimmetrikus) | síkra merőleges szimmetrikus | síkra merőleges aszimmetrikus |
| ------------------------------ | ------------------------------ | ---------------------------- | ----------------------------- |
|                                |                                |                              |                               |

A deformációs rezgések közé tartozik még a torziós rezgés is, mely több atom esetében a térbeli torziós szög megváltozását jelenti.
(Az alábbi dinamikus ábrák az angol nyelvű Wikiből származnak angolból fordított elnevezésükkel):
A szerves -CH2 csoport atomjai hat különféle módon rezeghetnek: szimmetrikus vagy aszimmetrikus kötésnyúlással, ollózó mozgással, hintázással, csóválással vagy elfordulással, elcsavarodással:
| Szimmetrikus kötésnyúlás | Aszimmetrikus kötésnyúlás | Ollózó mozgás              |
| ------------------------ | ------------------------- | -------------------------- |
|                          |                           |                            |
| Hintázó mozgás           | Csóváló (himbáló) mozgás  | Csavarodó (forduló) mozgás |
|                          |                           |                            |

## Az infravörös spektrum

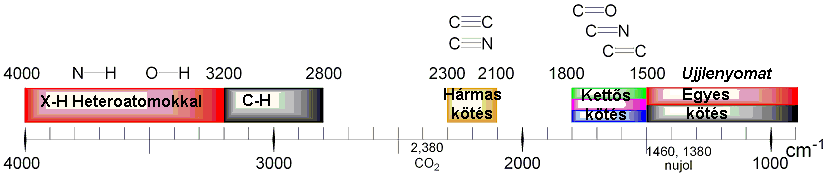
Az infravörös spektrum jellegzetes csoport-rezgései

Az infravörös spektroszkópia alapulhat az IR sugárzás elnyelésén (abszorpció), visszaverésén (reflexió) és kibocsátásán (emisszió). Az IR spektroszkópiában az emissziós technika nem terjedt el. Leggyakrabban az abszorpciós technikát használjuk. Ennek során az anyag az ő rezgéseinek megfelelő hullámszámú fényt nyeli el és a spektrumban abszorpciós sáv jelenik meg. A spektrum általában a transzmittanciát vagy az abszorbanciát ábrázolja a hullámszám függvényében. Az infravörös tartomány fő részei:
1. a távoli infravörös tartomány (10–300 cm‒1): nehézatomok vegyérték- és deformációs rezgései, torziós rezgések, kristályrács rezgései, némely forgási átmenet.
2. analitikai infravörös tartomány (300–4000 cm‒1): vegyérték és deformációs rezgések tartománya.
  1. ujjlenyomat tartomány (deformációs rezgések) (300–1500 cm‒1): adott vegyületre jellemző és egyedi.
  2. vegyértékrezgések tartománya (1500–4000 cm‒1): Jellegzetes csoportok rezgései találhatók meg itt. Ez a tartomány így nem a vegyületre, hanem a bennük található csoportokra karakterisztikus.
3. a közeli infravörös tartomány (NIR = Near Infrared, 4000–12 500 cm‒1): ebben a tartományban főképp a felhangok és a kombinációs sávok jelennek meg.

## Műszerek

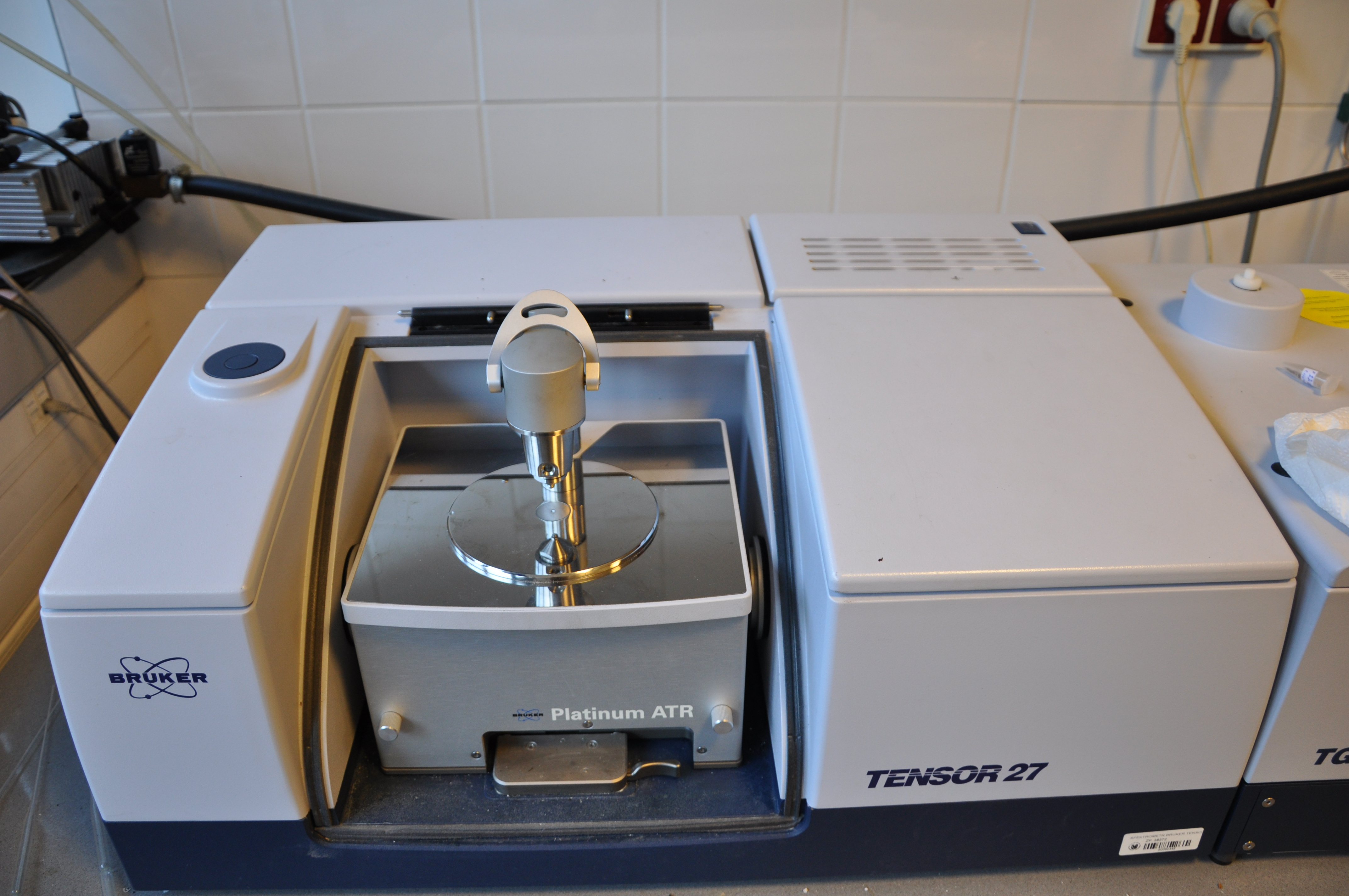
Fourier-transzformációs infravörös spektrométer gyémánt ATR egységgel

Az infravörös spektroszkópiában alkalmazott műszerek, más néven spektrométerek, nagy mértékben hasonlítanak a látható tartományok műszereihez. Két fő csoportjuk a diszperzív infravörös spektrométerek és a Fourier-transzformációs infravörös spektrométerek. Mindkét csoport fő alkotórészei a forrás, és a detektor, továbbá a diszperzív spektrométerek esetében egy diszperzív eszköz (például egy prizma, vagy gyakrabban diffrakciós rács), ezek segítségével állapítható meg az egyes hullámhosszakon mért energia. Napjainkban az interferométert alkalmazó Fourier-transzformációs spektroszkópia gyakori. Előnye a nagy fényenergia és a nagy hullámszám-pontosság, melyet az interferométert vezérlő lézer monokromatikus fénye biztosít. A minta típusától függően a spektrum transzmissziós vagy reflexiós üzemmódban vehető fel.
Az infravörös sugárzás széles sávú forrásaiként az adott tartományban sugárzó eszközöket használnak. A közeli infravörös tartományban többnyire halogén lámpát, a közép infravörös tartományban az ideális izzó fekete test sugárzását megközelítő izzó kerámia vagy szilícium-karbid elemeket (Globar) használnak. A közép-infravörös tartományban használt források a távoli tartomány egy részében is alkalmazhatóak, a nagyon alacsony hullámszámú tartományokra azonban nagynyomású higanygőzlámpákat használnak. A detektor típusát elsősorban a vizsgált hullámhossz-tartomány határozza meg. A NIR-tartományban szilícium alapú detektorokat, indium-gallium-arzenid (InGaAs) vagy ólom-szulfid (PbS) detektorokat használnak. A közép infravörös tartományban leggyakrabban használt szobahőmérsékletű detektor a DTGS (deuterált triglicil-szulfát) detektor. Nagyobb érzékenység eléréséhez cseppfolyós nitrogénnel hűtött MCT (higany-kadmium-tellurid) detektor alkalmas.